# Hutash Corona
Hutash Corona est une corona, formation géologique en forme de couronne, située sur la planète Vénus par -34,3° S et 275,7° E. Elle est localisée dans le quadrangle de Themis Regio. Elle a été nommée en référence à Hutash, déesse de la terre et de la nature, créatrice des premiers peuples, pour le peuple amérindien Chumash (Sud de la Californie). 

## Géographie et géologie
Hutash Corona couvre une surface circulaire d'environ 91 km de diamètre. 